# Flavianus Michael Malke

Bischof der Diözese von Gazireh, Mar Michael Malke

Mar Flavianus Michael Malke (syrisch ܦܠܒܝܐܢܘܣ ܡܝܟܐܝܠ ܡܠܟܝ Flabyanus Mekael Malke; * 1858 in Qal'at Mara; † 29. August 1915 in Cizre) war der syrisch-katholische Bischof von Gazarta und Märtyrer während des Völkermords an den syrischen Christen.

## Leben
Jacob Malke wurde in Qal'at Mara, einem Ort östlich von Mardin, in eine Syrisch-Orthodoxe Familie hineingeboren, die aus Charpert stammt. 1868 trat er dem Saffron-Kloster bei, wo er neben seinem Theologiestudium Syrisch, Türkisch und Arabisch studierte. Er wurde 1878 zum Diakon geweiht sowie zu einem Sekretär der Bibliothek und zu einem Lehrer in der Klosterschule erhoben.
Malke lehnte sich an den Katholizismus an und trat daher der syrisch-katholischen Charafe-Klosterschule bei, wo er vier Jahre verbrachte. Er wurde am 13. Mai 1883 in Aleppo von dem Patriarchen Ignatius George V. Shelhot zum Priester ordiniert und verschiedenen Orten im Tur Abdin zugeordnet. Bei den vom osmanischen Sultan Abdülhamid II. angeordneten Massaker von Diyarbakir 1895 wurde sein Haus geplündert und niedergebrannt; die Blutbäder führten auch zum Tod zahlreiche Mitglieder seiner Gemeinde, darunter auch seine Mutter.
In den folgenden Jahren diente er als Priester in mehreren niedergebrannten Dörfern des Tur Abdin, wo er bei den Bemühungen zum Wiederaufbau mithalf. Wegen seiner Arbeiten wurde Malke 1897 zum Chorbischof ernannt sowie zum Vizebischof von Mardin und Gazarta. Am 19. Januar 1913 wurde er von Patriarch Ignatius Ephrem II. Rahmani in Beirut, zusammen mit dem zukünftigen Patriarchen Ignatius Gabriel I. Tappouni als Nachfolger von Julius Behnam Aqrawi
zum Bischof geweiht.
Im Sommer 1915 fand eine Serie von Massakern und Blutbädern in der ländlichen Region des Tur Abdin statt. Malke, der zu diesem Zeitpunkt in Azech war, kehrte nach Gazarta zurück, nachdem er von den Nachrichten über einen bevorstehenden Völkermord gegen die dortigen Christen hörte. Trotz der Hinweise örtlicher moslemischer Führer weigerte er sich zu fliehen. Er wurde am 28. August 1915 von den osmanischen Behörden festgenommen – zusammen mit dem chaldäischen Bischof der Stadt, Philippe-Jacques Abraham. Sie hatten am nächsten Tag die Wahl zwischen dem grausamen Foltertod und der Konversion zum Islam. Nach ihrer Weigerung zum Übertritt wurde Jacques Abraham erschossen und Michael Malke wurde solange geschlagen, bis er bewusstlos wurde. Später wurde er erhängt.

## Seligsprechung
Im Jahre 2010 bat das syrisch-katholische Patriarchat um die Seligsprechung von Michael Malke. Er wurde vom Heiligen Stuhl zum Ehrwürdigen Diener Gottes erklärt, was der erste Schritt zur Seligsprechung ist.
Am Sonntag, dem 30. September 2012, wurde vom syrisch-katholischen Patriarchat ein Abschlussbericht für die Seligsprechung von Mar Michael Malke nach Rom übermittelt. Papst Franziskus bestätigte am 8. August 2015 das Martyrium Malkes als letzte Voraussetzung für die Seligsprechung. Die Seligsprechung nahm der Kardinalpräfekt der Kongregation für die Selig- und Heiligsprechungsprozesse, Angelo Amato, am 29. August 2015 in Harissa vor.